# Xíxkine (Crimea)
|  | Per a altres significats, vegeu «Xíxkino». |

Xíxkine (en (ucraïnès): Шишкинe) és un poble de la República Autònoma de Crimea a Ucraïna, que el 2014 tenia 354 habitants. Pertany al districte rural de Saki.